# Michael Wacha
Michael Joseph Wacha (* 1. Juli 1991 in Iowa City, Iowa) ist seit dem 30. Mai 2013 ein professioneller US-amerikanischer Baseballspieler auf der Position des Starting Pitchers in der Major League Baseball, der seit 2023 bei den San Diego Padres unter Vertrag steht.
Wacha wurde in der 1. Runde („Pick 19“) des MLB Drafts 2012, von den Cardinals als Amateur verpflichtet.

## Auszeichnungen
Nach seiner ersten Saison, wurde Wacha am 18. Oktober 2013 mit dem League Championship Series Most Valuable Player Award ausgezeichnet.

## Gehalt
Michael Wachas Gehalt in seinem ersten Jahr (2014) beträgt 510.000 USD.